# Bloch Editores
Bloch Editores, também conhecida como Editora Bloch, foi uma editora brasileira fundada em 1952 e encerrada em 2000 pertencente ao Grupo Bloch. Tinha como carro-chefe a publicação da revista Manchete, uma das principais publicações da mídia impressa da segunda metade do século XX, além de ser a publicação que deu origem a empresa. Atualmente, os títulos da Bloch pertencem a Manchete Editora, que atualmente só publica a revista Pais&Filhos.

## História
Foi por décadas um dos mais importantes conglomerados da imprensa no Brasil. O Grupo Bloch começou a ser erguido pelo imigrante ucraniano Adolpho Bloch em 1952, e na sua melhor fase era composto por duas gráficas, uma fábrica de tintas, editora e distribuidora de livros didáticos e revistas, um teatro, que compunham a Rede Manchete.
A revista Manchete, que vendia 120 mil exemplares em 1957, foi sempre o carro-chefe da empresa. Chegou a superar a tradicional concorrente O Cruzeiro e lançou nomes ilustres como Rubem Braga e Fernando Sabino.

### História em Quadrinhos
Nos anos 70, a Bloch publicou quadrinhos dos super-heróis Marvel no polêmico formatinho e criou o Clube do Bloquinho, ideia de Wilson Vianna, o Capitão Aza.

### Fim da editora
A Bloch Editores teve sua falência decretada em agosto de 2000.
Em dezembro de 2002, os principais títulos das revistas da Bloch Editores – Manchete, Pais & Filhos, Ele & Ela e Fatos & Fotos – foram leiloados. O comprador foi Marcos Dvoskin, ex-diretor geral da Editora Globo, que criou a Manchete Editora.

## Acervo fotográfico
O acervo fotográfico da massa falida da Bloch Editores, que reúne as fotografias produzidas pelos profissionais das revistas Manchete, Fatos e Fotos, Amiga, Desfile, Sétimo Céu, Geográfica Universal e Pais & Filhos, não recebeu nenhum lance em seu primeiro leilão, a 22 de novembro de 2009. O acervo contém mais de 12 milhões de fotos de acontecimentos históricos entre 1952 e 2000, das guerras aos concursos de miss, das Copas do Mundo às manifestações contra o regime militar, incluindo algumas não-publicadas, e foi avaliado em 2 milhões de reais. Mesmo partindo-se numa segunda tentativa com lance mínimo equivalente à metade da avaliação, não houve interessados. Finalmente, o acervo fotográfico foi arrematado por 300 mil reais, em um leilão no dia 5 de maio de 2010, no Rio de Janeiro. O comprador atende pelo nome de Luiz Fernando Fraga Barbosa. O arquivo encontra-se em paradeiro desconhecido. Além disso, surgiram  questionamentos e processos na Justiça referentes ao modo como foi vendido o acervo e Direitos Trabalhistas.

## Prédios
O Edifício Manchete, projetado pelo arquiteto Oscar Niemeyer em estilo modernista foi comprado pela BR Properties, em abril de 2010, por 260 milhões de reais, com o objetivo de reformá-lo, em outubro de 2011, a BR Properties fez a locação parcial do edifício para a petrolífera Statoil Brasil Óleo e Gás, com um prazo de 120 meses.
O prédio que abrigava a antiga sede da editora Bloch no Centro do Rio de Janeiro, depois de doze anos abandonado e ocupado por 132 famílias, foi implodido em novembro de 2012 para dar lugar a prédios para famílias de baixa renda, com 91 apartamentos de dois e três quartos.

## Publicações
- Manchete
- Fatos&Fotos
- Desfile
- Mulher de Hoje
- Pais&Filhos
- Brasília
- Super Moldes
- Geográfica Universal
- Manchete Rural
- Conecta
- Ele&Ela
- Amiga
- Sétimo Céu
- Manchete Esportiva
- Os Trapalhões (quadrinhos)
- Angélica (quadrinhos)
- Bloquinho (quadrinhos)

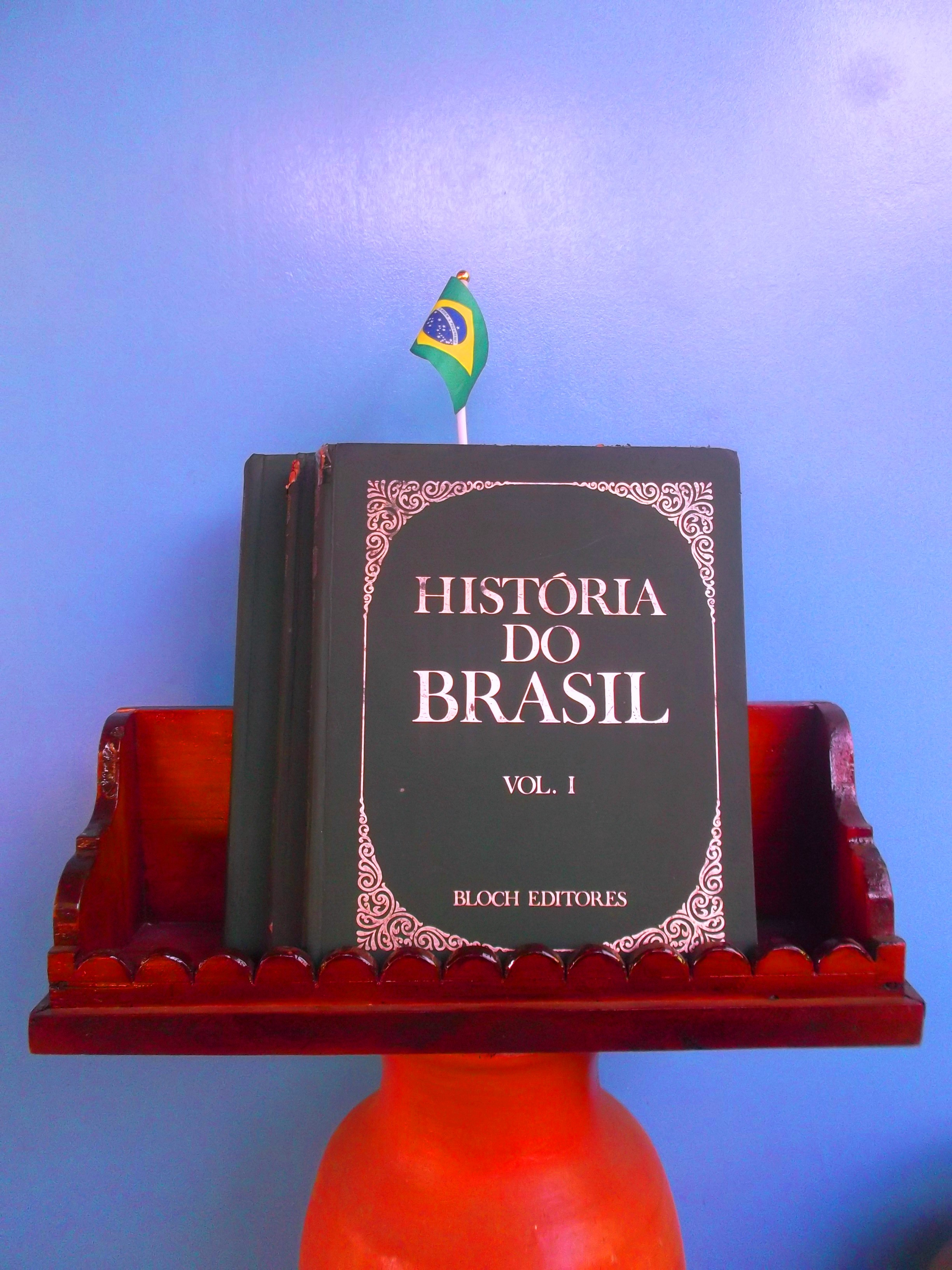
Volumes da coleção História do Brasil (Bloch Editores), editada pela Bloch Editores em 1972, expostas em uma biblioteca pública.

- Revista Mensal de Cultura - Enciclopédia Bloch
- Incrível